# Тупољев АНТ-14
Тупољев АНТ-14 „Правда" / (Tupoljev ANT-14 "Pravda"), (рус. Туполев АНТ-14 „ПРАВДА"), је петомоторни путнички авион на клипно елисни погон руског произвођача Тупољев намењен превозу 32 путника. Развијен је на основу претходног путничког авиона АНТ-9. Први лет прототипа био је 14. август 1931. године. 

## Пројектовање и развој
Авион АНТ-14 је развијен у рекордно кратком времену Институт ЦАГИ је марта месеца 1930. године потписао уговор, а 14. августа 1931. године авион је обавио свој први пробни лет. За дивно чудо није се обистинила она народна изрека „Што је брзо то је и кусо." Основа за пројект су послужили путнички авиони АНТ-9 и бомбардер ТБ-3, са којих су употребљена сва прихватљива решења и одговарајући агрегати, опрема и делови. Са авионом су веома брзо обављена сва могућа испитивања и добио је позитивну оцену, једина корекција је извршена тиме што су додата још 4 седишта тако да је авион могао да превезе 36 уместо пројектованих 32 путника. Авион је био намењен за превоз путника на дугим линијама као што је била линија Москва-Владивосток.

### Технички опис
Авион Тупољев АНТ-14 је висококрилни авион потпуно металне конструкције (носећа структура од челичних профила и цеви а оплата од таласастог алуминијумског лима), са пет клипно елисна ваздухом хлађена радијална мотора, који су постављени по два на крила и један на носу авиона. Сваки мотор има двокраке елисе са фиксним кораком. На АНТ-14 су уграђени француски мотори Gnome-Rhone Jupiter IV 9-AKH, радијални мотор ваздухом хлађен са 9 цилиндара и снаге 480 KS. Авион има фиксни (неувлачећи) стајни трап са по два точка са сваке стране смештана испод крила авиона, трећа ослона тачка је „клавирски“ точак који се налази на репу авиона. Труп авиона је правоугаоног попречног пресека и у њега се могу комотно сместити 36 путника. Посада је смештена у посебну затворену кабину а авион је опремљен дуплим командама, а пилоти су седели један поред другог.

## Оперативно коришћење
Авион АНТ-14 је био намењен дуголинијском саобраћају и био је у то време један од највећих путничких авиона. Предвиђен је да лети на линији Москва-Владивосток, међутим услед недостатка путника овај авион је пребачен у пропагандну ескадрилу „Максим Горки“ у Москву и ту је летео такозване промотивне летове у циљу популаризације ваздухопловства и ваздушног саобраћаја. Пуних 10 година овај авион је летео изнад Москве без икаквих проблема. направио је преко 1.000 летова и превезао преко 40.000 путника. По два лета је обавио изнад Харкова и Лењинграда. Након истрошених ресурса овај авион је пребачен у музеј војне опреме.

## Земље које су користиле овај авион
- СССР